# Vjačeslav Novikov
Vjačeslav Pavlovič Novikov (in russo Вячеслав Павлович Новиков?; 24 dicembre 1940) è un ex cestista sovietico.

## Carriera
Con l'Unione Sovietica ha disputato i Campionati europei del 1961.